# Joachim Andreas von Schlick
Joachim Andreas von Schlick, in ceco: Jáchym Ondřej hrabě Šlik (Ostrov nad Ohří, 9 settembre 1569 – Praga, 21 giugno 1621), è stato un politico boemo.
Fu conte di Passaun e Weißkirchen nonché uno dei capi della Rivolta boema di Praga durante la Guerra dei Trent'anni.

## Biografia

### I primi anni
Von Schlick era membro di una famiglia patrizia originaria della città tedesca di Eger dove aveva risieduto per generazioni e dove nel 1422 Kaspar Schlick era stato elevato al rango della nobiltà dopo aver acquisito grandi ricchezze grazie all'industria mineraria a Jáchymov. I genitori di von Schlick erano il conte Julius von Schlick e Anna Ungnad von Weißenwolf. 
Joachim Andreas von Schlick studiò a Jena e fu precettore reale alla corte di Sassonia a Dresda. Il conte disponeva di varie proprietà in Boemia anche grazie al suo secondo matrimonio avvenuto con Anna Katharina Smiricky di Smiřice dalla quale ottenne nel 1614 i feudi di Svijany e Turnov, nella Boemia settentrionale. Suo figlio Giulio († 1623) e le sue due figlie erano nati dal suo primo matrimonio con Anna von Liebstein und Kolowrat.

### La politica e la Rivolta boema
Dalla fine del Cinquecento, iniziò ad impegnarsi in maniera sempre più intensa nella politica della Boemia opponendosi alla politica dell'imperatore Rodolfo II come membro della Dieta boema. Nel 1608 risultò tra i firmatari di una petizione scritta inviata all'imperatore per richiedere la libertà religiosa da accordare alla chiesa protestante in Boemia. Nel 1608/1609 fu coinvolto nella negoziazione del Trattato di Libeň. Nel marzo 1609 entrò nuovamente nella dieta nazionale, venendo quindi inviato a Dresda per dare il proprio sostegno all'elettore Cristiano II che stava supportando la causa evangelica.
A seguito dell'adozione della Lettera di Maestà, fu uno dei sostenitori più accaniti del protestantesimo in Boemia, proponendo ancora più energicamente la costruzione di chiese per i luterani tra cui quelle praghesi di San Benedetto (1609), quella di San Salvatore con annessa scuola.
Con la salita al potere dell'imperatore Mattia ed il ritiro della Lettera di Maestà, von Schlick passò subito in opposizione al nuovo sovrano e dal 1614 fece parte di quei nobili che a più riprese credevano nella necessità di estromettere gli Asburgo dal paese, offrendo la corona del regno di Boemia a Giovanni Giorgio di Sassonia, fatto che tuttavia non avvenne per la politica più bilanciata tenuta dall'imperatore Ferdinando II nel 1617.
Dopo la defenestrazione di Praga del 1618, von Schlick venne posto a capo del governo provvisorio della città e gli venne affidata la stesura della cosiddetta Apologia, un documento col quale il governo boemo avrebbe spiegato al resto del mondo le proprie azioni compiute e la propria posizione politica sul da farsi. Nel 1619 von Schlick tornò alla carica con l'idea di nominare nuovo sovrano il principe elettore Giovanni Giorgio di Sassonia, ma questi rifiutò e la scelta cadde pertanto sull'altro maggiore sostenitore della causa protestante nell'impero, Federico V del Palatinato. Von Schlick infatti accolse il nuovo sovrano a Waldsassen, sul confine boemo, quando questi si recò per la prima volta a Praga. Il nuovo re lo nominò nell'estate del 1620 alla carica di governatore della Lusazia, sebbene non poté dedicare particolari forze a quest'intento dal momento che già dal settembre di quello stesso anno la regione venne occupata dalle truppe imperiali in risposta alla proclamazione del nuovo sovrano.

### La fine

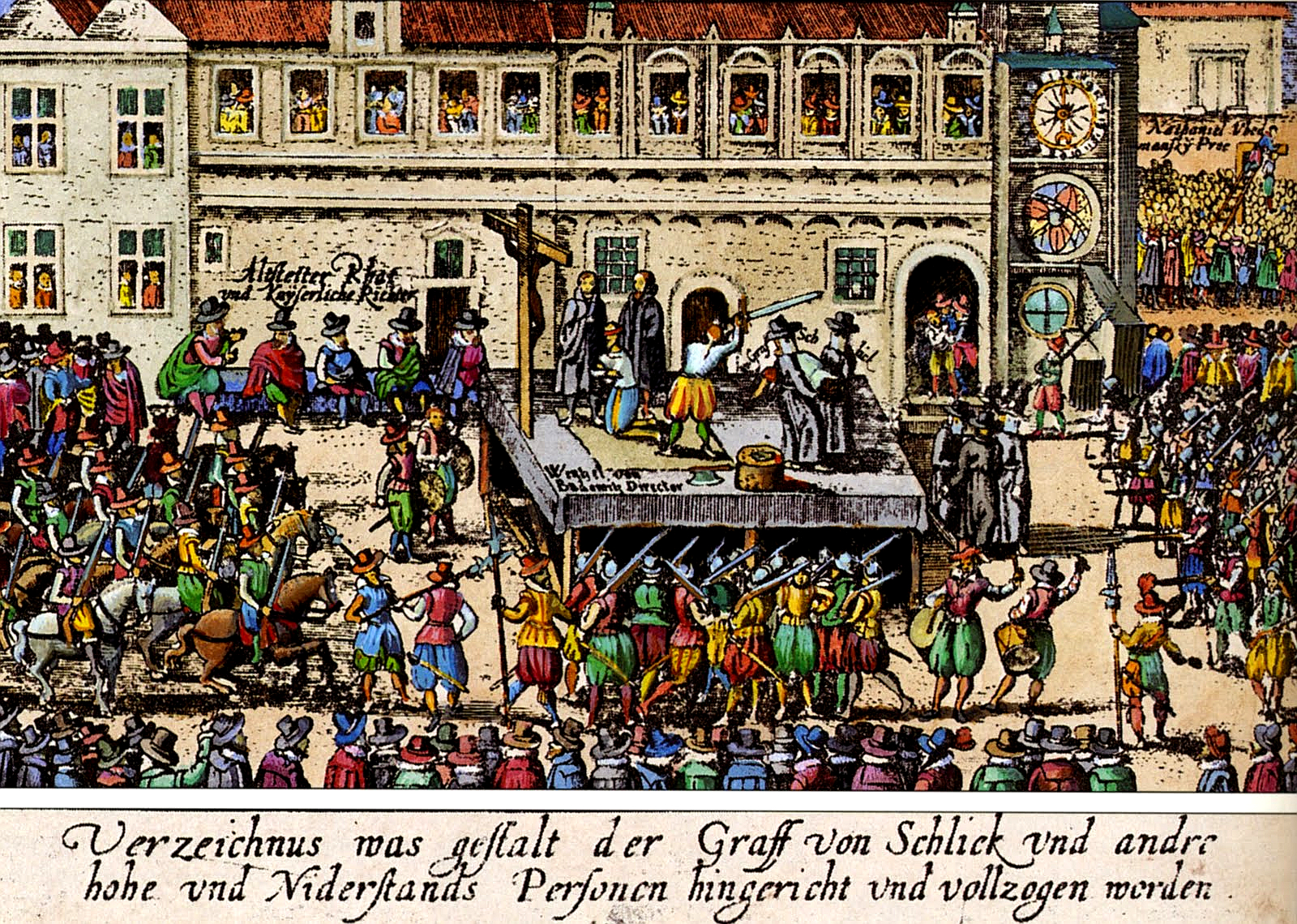
La decapitazione pubblica di Joachim Andreas von Schlick nell'ambito delle Esecuzioni della Piazza della Città Vecchia nel 1621

Dopo la sconfitta dei protestanti nella battaglia della Montagna Bianca von Schlick rimase nascosto nel timore di ritorsioni all'interno del Castello di Friedland che apparteneva a suo cugino Christoph von Rederns, ma venne tradito da una soffiata e catturato dalle truppe dell'elettore di Sassonia a Dresda (nel frattempo schieratosi con la causa imperiale). Su richiesta dell'imperatore Ferdinando II, l'elettore Giovanni Giorgio I glielo consegnò a Praga.
Durante il suo periodo di prigionia, scrisse una lettera all'ambasciatore sassone a Praga, Bartholomew Brunner, suo vecchio amico, al quale chiese di intercedere presso il principe elettore perché volesse accordargli il favore di perorare la sua causa presso l'imperatore e di premere per una sua liberazione con eventuale esilio presso la corte di Dresda. Una seconda lettera la inviò al principe Carlo I del Liechtenstein, imparentato con sua moglie: datata 17 gennaio 1621, questo scritto fu infatti di grande rilievo in quanto ebbe la forma di una vera e propria supplica al principe, chiedendogli di intercedere presso l'imperatore nella speranza che lo rilasciasse con un'apologia pubblica ma che gli desse salva la vita, distanziandosi persino dalla politica di Federico V che fino a pochi mesi prima aveva servito fedelmente. Nel medesimo scritto si propose inoltre di aiutare l'imperatore a pacificare la Slesia. Il principe di Lichtenstein inviò come promesso la richiesta a Vienna il 6 febbraio successivo, ma questa non ebbe effetti, mentre il principe-elettore di Sassonia per non compromettere la sua già difficile posizione di protestante, preferì non rispondere.
Il 21 giugno di quello stesso anno venne decapitato pubblicamente assieme ad altri 26 capi della rivolta boema (Esecuzioni della Piazza della Città Vecchia). Egli fu il primo ad essere decapitato dal boia Jan Mydlář che successivamente gli mozzò una mano perché fosse inchiodata alla torre campanaria del municipio o al Ponte Carlo assieme alle teste degli altri condannati li rimanessero per dieci anni a monito della popolazione. La pena di von Schlick venne commutata poco prima dell'esecuzione rispetto a quella prevista dal codice penale dell'impero che per attentati allo stato prevedeva lo squartamento da vivi.

### Il destino del corpo
Nel maggio del 1622, venne concesso al principe Carlo I del Liechtenstein, per le frequenti richieste della contessa vedova von Schlick, di dare degna sepoltura al caro congiunto e per questo il suo corpo venne sepolto presso il pulpito della chiesa di San Salvatore a Praga. Probabilmente negli anni 1631-1632 la sua tomba venne poi dissacrata e svuotata e i suoi resti dispersi con l'invasione dei sassoni. 
Nel 1913 riemerse quella che poteva essere la sua testa, un teschio che venne analizzato a suo tempo e identificato come tale da Josef Lukášek (per via di una particolarissima protuberanza lenticolare sulla parte superiore del cranio). Il teschio era infatti in possesso del conte generale Franz von Schlick, che lo aveva ereditato da suo padre Josef che a sua volta lo aveva ereditato da Leopold Antonín von Schlick (1663-1723). Il teschio era in deposito presso la cappella di Kopidlno e venne quindi trasferito nella tomba di famiglia a Jičína. Secondo una tesi supportata da alcuni storici locali, sarebbe stata la stessa moglie di von Schlick a riaprire la cassa dopo la sepoltura del marito e a rubarne la testa per avere sempre con sé un ricordo del congiunto e, difatti, nelle cronache parrocchiali dell'anno 1767 della chiesa di San Salvatore, il decano Jáchymov Anthony Jäckel scriveva che durante i lavori per la costruzione della sacrestia venne trovata una bara contenente un corpo senza testa, vestito di un drappo di velluto color porpora.